# Hitzhofen
Hitzhofen er en kommune i Landkreis Eichstätt i Regierungsbezirk Oberbayern i den tyske delstat Bayern.

## Geografi
Hitzhofen ligger i Region Ingolstadt, omkring 12 kilometer sydøst for Eichstätt og tre kilometer nord Eitensheim på højsletten i den sydlige del af Fränkische Alb.

### Inddeling
Der er følgende landsbyer og bebyggelser: Baumfeld, Mühlthal, Hitzhofen, Hofstetten, Oberzell.
- Wikimedia Commons har flere filer relateret til Hitzhofen